# Cheumatopsyche meyi
Cheumatopsyche meyi är en nattsländeart som beskrevs av Malicky 1997. Cheumatopsyche meyi ingår i släktet Cheumatopsyche och familjen ryssjenattsländor. Inga underarter finns listade i Catalogue of Life.